# Siège de Kuragano
Le siège de Kuragano de 1565 est une des nombreuses batailles de la campagne menée par Takeda Shingen pour accéder au pouvoir durant l'époque Sengoku de l'histoire du Japon. Le château de Kuragano situé dans la province de Kōzuke et défendu par Kuragano Naoyuki résiste au siège de Shingen en 1561 mais succombe quatre ans plus tard.

## Source de la traduction
- (en) Cet article est partiellement ou en totalité issu de l’article de Wikipédia en anglais intitulé « Siege of Kuragano » (voir la liste des auteurs).